# 도리모토촌
도리모토촌(鳥居本村)은 일본 시가현 사카타군에 설치되었던 촌이다. 현재의 히코네시의 동단에 해당한다.